# Meekrap
De meekrap (Rubia tinctorum), ook wel mee of mede (zie ook wede) is een plant die behoort tot de sterbladigenfamilie (Rubiaceae). Meekrap werd vroeger gebruikt als grondstof voor de rode kleurstoffen alizarine en purpurine. Daarnaast wordt aan meekrap ook een medicinale werking toegeschreven.
De plant wordt 60-90 cm hoog en heeft kleine gele bloemen. In de grond bevinden zich wortelstokken, die 50-100 cm in de grond steken.

## Herkomst
Meekrap komt van nature voor in Klein-Azië en in het oostelijke deel van het Middellandse Zeegebied. Meekrap werd al in de oudheid verbouwd om er een verfstof uit te winnen, met name in Zuid-Azië en Egypte, waar het reeds in 1500 voor Chr. is aangetroffen. Het is een van de meest stabiele natuurlijke kleurstoffen. Met meekrapwortel gekleurde textiel is dan ook aangetroffen in bijvoorbeeld het graf van Toetanchamon, in de ruïnes van Pompeï en in het oude Corinthië. In het Grieks heette het erydrodana; Plinius de Oudere vermeldt het als rubia. Vermoedelijk hebben de Romeinen het tijdens de late keizertijd in West-Europa geïntroduceerd. In de vroege  Middeleeuwen werd de kweek van meekrap gestimuleerd door Karel de Grote. 

## Teelt in de Lage landen
Omstreeks 1300 komen de eerste vermeldingen van meekrapteelt in Vlaanderen voor, in de polders rond Brugge. Vanaf de 14e eeuw komt meekrap in Nederland voor, vooral op de goed bemeste kleigronden van Zeeland en de Zuid-Hollandse Eilanden. Pogingen om de plant te telen in andere delen van Nederland, zoals de Betuwe, Friesland, Groningen en Noord-Holland mislukten echter. Rond 1870 verdween de soort in relatief korte tijd als gewas toen er een procedé was gevonden waarmee de verfgrondstof alizarine relatief eenvoudig op chemische wijze uit koolteer kon worden gewonnen.
Het groeide vooral goed op zandige klei, met name in Zeeland en West-Brabant, en werd daar belangrijk voor de lokale economie. Straatnamen als Stoofweg en Stoofdijk herinneren aan de meekrapteelt (fabrieken waar meekrap werd verwerkt werden stoven genoemd). Bergen op Zoom ontleent er haar carnavaleske naam Krabbegat aan; in de Blauwe Handstraat in Bergen op Zoom waren ateliers gevestigd. In plaatsen als Oud Gastel, Oudenbosch en Dinteloord stond een meestoof, in Stampersgat zelfs twee, vandaar de carnavalsnaam Meekrapdurp. Ook op Texel in de polder Eierland werd meekrap verbouwd. Zetboeren uit de Zeeuwse en Zuid Hollandse eilanden, introduceerden daar de teelt in 1836.

## Oogst en verwerking
Meekrap werd waarschijnlijk al in de veertiende eeuw in Zeeland verbouwd. Het gewas werd twee of drie jaar na de aanplant geoogst. De plant heeft dikke wortelstokken en dunne bijwortels. Deze laatste bevatten een à twee procent van de grondstof van de kleur. 
Het oogsten gebeurde met een langwerpige spade die ca 5 kilo woog. Dat was nodig om door de zware klei te steken. 
Nadat de wortels van de 3-jarige meekrapplant in de maanden september tot november waren gedolven, werden ze opgeslagen in meekrapstoven die in de onmiddellijke nabijheid van de meekrapvelden waren gelegen. Een meekrapstoof bestond uit drie gedeelten: een schuur (de koude stoof) waarin de wortels bij aankomst werden gestort; een droogtoren waarin een oven aanwezig was die voor een snelle droging zorgde en waarin de wortels werden gezuiverd, en een stamphuis waarin de wortels werden verpulverd met behulp van grote stampers die met paardenkracht werden aangedreven. Vanwege de hoge investeringskosten hadden meerdere boeren (meestal zestien) samen één meekrapstoof, een zeer vroege vorm van landbouwcoöperatie. Het meekrappoeder werd verhandeld op de stapelmarkt van Rotterdam; daarvandaan werd het verfpoeder verkocht aan ververijen en katoendrukkerijen.
Het poeder kan in direct gewonnen vorm al gebruikt worden voor het kleuren van textiel maar dat krijgt dan een wat fletse oranje kleur. Daarom werd een bewerkingsmethode toegepast die rond 1730 overgenomen was uit Klein-Azië. Het poeder leverde na inwerking door waterdamp en zwavelzuur een rode verfstof op, de garancine. De kleur daarvan kon gevarieerd worden door precipitatie met aluminiumhydraat of kalkspaat. De kleurstof gaat met het aluminiumhydraat een chemische verbinding aan. Intense helderrode tinten in textiel heetten "Turksrood" en werden verkregen door de textielvezels eerst met een olie te bewerken en daarna met een beits waarop in vele kleurgangen de tint op sterkte gebracht werd en componenten van purpurine en pseudopurpurine met kalk werden gebonden zodat ze de kleur niet konden verdonkeren. 
Vanaf het midden van de 19e eeuw werden er fabrieken opgericht die niet langer eigendom waren van de boeren zelf maar van zelfstandige firma's. In die fabrieken werden stoommachines ingezet voor het malen van de wortels.
Na de ontdekking van synthetisch alizarine ging de meekrapteelt in de late negentiende eeuw ten onder. In Zeeland herinneren verschillende straatnamen aan dit ooit voor het gebied zo belangrijke product.

## Toepassingen

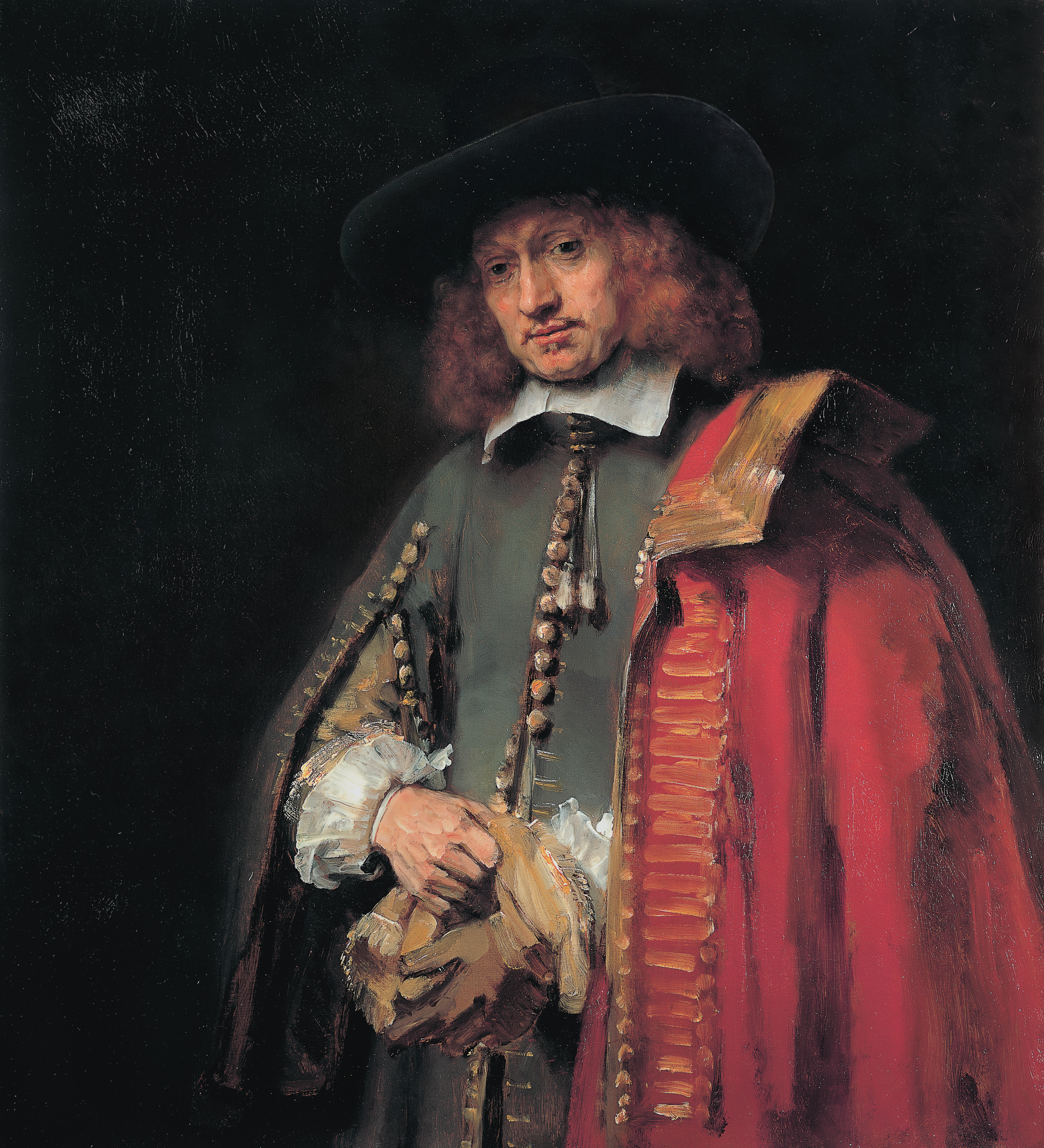
Jan Six, geschilderd door Rembrandt, met meekrap mantel.

Meekrap werd als landbouwproduct vooral geteeld voor de rode kleurstof alizarine, die werd gebruikt voor het kleuren van textiel en leer. Ook werd meekrap gebruikt in de miniatuurschilderkunst, als pigment om olieverf of lijmverf te kleuren.
In 2012 verscheen in Scientific Reports een artikel over de stof purpurine (1,2,4-trihydroxyanthrachinon) als organische vervanger van kobalt in lithiumionaccu's. De winning van kobalt en de recycling van kobalt uit accu's kost nu nog veel energie.

### Turks Rood
De rode verfstof die uit de meekrapplant werd gewonnen, staat onder diverse namen bekend, afhankelijk van het bij de winning toegepaste proces. Een handelsnaam is Turks Rood, een andere is kraplak.
Een volgende grote innovatie was de introductie van garancinefabrieken, waarin ongezuiverd meekrappoeder via een chemisch proces met water en zwavelzuur werd gefilterd. Daardoor ontstond er uiteindelijk garancine, dat een hogere concentratie kleurstof bevatte dan het traditionele meekrappoeder. Nadeel van de garancinefabricage was de enorme milieu-overlast die het veroorzaakte. Het afgewerkte zwavelzuur werd direct op het oppervlaktewater geloosd, wat niet alleen een grote watervervuiling, maar ook een ondraaglijke stank veroorzaakte.
Toen in 1868 in Duitsland werd ontdekt hoe alizarine langs synthetische weg kon worden bereid, ging het snel bergafwaarts met de meekrapteelt. Begin 21e eeuw is ze weer in opmars. De milieuproblemen bij garancineproductie uit meekrap zijn bij het huidige extractieproces niet meer aan de orde.

## Varia
Omdat het wortelgestel van de meekrap nogal uitgebreid is, en de wortels zo compleet mogelijk voor verwerking aangeleverd moesten worden, was het delven een zwaar karwei. Een oude Zeeuwse uitdrukking is dan ook "hij eet als een meedelver".